# IC 2801
IC 2801 је галаксија у сазвјежђу Лав која се налази на листи објеката дубоког неба у Индекс каталогу.
Деклинација објекта је + 10° 11' 1" а ректасцензија 11h 24m 29,0s. Привидна величина (магнитуда) објекта IC 2801 износи 15,0 а фотографска магнитуда 15,8.